# Переработка ПЭТ-бутылок
Переработка ПЭТ-бутылок — процесс превращения ПЭТ-бутылок в новый материал, что позволяет избежать попадания полиэтилентерефталата в окружающую среду и уменьшить количество отходов, направляемых на полигоны. Главной целью рециклинга является сохранение ресурсов в качестве сырьевых материалов. ПЭТ-бутылки могут быть полностью переработаны, в то время как на их разложение на полигонах уходит около 150 лет. Наиболее часто применяемым методом к ПЭТ-бутылкам является повторное использование и вторичная переработка в новые виды материалов и изделия. Сильно загрязнённые и непригодные к переработке ПЭТ-бутылки сжигают с получением энергии.

## Использование ПЭТ
ПЭТ или полиэтилентерефталат (ПЭТФ) — полимер, созданный комбинацией двух мономеров: модифицированного этиленгликоля и очищенной терефталевой кислоты. Материал был впервые синтезирован в 1939 и запатентован в 1941 году работниками компании «British Calico Printers» — Джоном Уинфилдом и Джеймсом Т. Диксоном. В СССР материал был выведен независимо от английских экспертов в 1949 году и был назван «лавсаном», в честь лаборатории высокомолекулярных соединений Академии наук, где его впервые получили. В 1950—1960-е годы полимер использовался в основном для изготовления синтетических волокон.
Изобретение ПЭТ-бутылки связано с именем американского изобретателя Натаниэля Уайета, задумавшегося в 1967 году о возможности хранить газировку в пластиковой бутылке. В 1973 году он запатентовал процесс изготовления бутылки. Первые коммерческие испытания ПЭТ-бутылок проводились в 1975—1976 годах, однако революция в производстве пластиковой тары началась в 1977-м, когда американское Управление по санитарному надзору за качеством пищевых продуктов и медикаментов (FDA) запретило компании «Кока-кола» выпускать бутылки из смолы Lopac — тогдашней альтернативе стеклянной таре. Компании пришлось искать новые материалы для массового изготовления прочных и дешёвых бутылок. Изначально «Кока-Кола» планировала изготавливать ПЭТ-бутылки сама, однако после испытаний 1976 года технология была передана другим производителям. Уже к концу года первую ПЭТ-тару произвела компания Amoco Containers, а спустя неделю и Hoover Universal. В том же 1977 году была переработана первая ПЭТ-бутылка.
Низкие затраты на производство, высокая прочность, водонепроницаемость, прозрачность, повышенная пластичность, а также способность сохранять свои свойства делают ПЭТ-бутылки одной из самых распространённых упаковок из пластика. В России ПЭТ-бутылки составляют более 80% от производства всех ПЭТ-материалов. Каждую секунду в мире изготавливается 20 000 ПЭТ-бутылок, а ежеминутно продаётся около 1 000 000. ПЭТ составляет значительную долю из более чем 50 килограммов пластиковых отходов, которые создаёт каждый год среднестатистический человек.
Около 9 500 000 тонн пластика ежегодно попадает в мировой океан, в результате чего гибнут крупные рыбы и млекопитающие, однако за всю историю изготовления и активного использования материала было переработано только 9% — большинство отходов скапливается на полигонах или разлагается в природе. При этом ПЭТ является самым широко перерабатываемым пластиком в мире: уровень переработки материала в США достигает около 30%, а в странах Европейского союза — 50%. В то же время, в 2016 году меньше, чем половина ПЭТ-бутылок была собрана для переработки, и только 7% от собранных были использованы для изготовления новых бутылок. ПЭТ-пластмассы обозначаются кодом идентификации «1» — как правило, символ расположен в нижней части бутылки.

## Заготовка сырья

### Сбор
По всему миру используются несколько основных способов раздельного сбора пластика. Схема drop-off («довезти до») подразумевает доставку населением отходов в специально отведённые места. Подобный метод в основном инициируется региональными властями или внедряется при крупных сетевых супермаркетах или общественных организациях. Обычно мусоросборниками являются конусообразные открывающиеся контейнеры с двумя колёсами и сетчатым каркасом. Если подобная система хорошо отлажена, то уровень регенерации упаковки в регионе может достигнуть 40-50 %.
Схема kerbside («у бордюра») подразумевает сбор мусора через установленные непосредственно рядом с домами контейнеры. Метод является наиболее эффективным — схема kerbside позволяет собрать до 60% упаковки.
В развитых странах часто встречаются автоматы по приёму тары, также известные как фандоматы. В основном они используются для сбора пластиковых ёмкостей из-под напитков. Автоматы устанавливаются в тех регионах и странах, где введена система залоговой тары — часть стоимости упаковки включена в стоимость напитка и возвращается покупателю при сдаче материала. Как правило, подобные автоматы идентифицируют материал ёмкости с помощью штрихового кода, материального датчика или видеоизображения, а затем бутылка перемещается в секцию хранения, где часто хранится в прессованном виде. В обмен потребитель получает жетоны или чеки для обмена на определённые товары или возврата залоговой стоимости.

### Сортировка
В большинстве случаев сортировка материала осуществляется на перерабатывающем предприятии. Ручная сортировка и разделение бутылок происходит по форме, степени загрязнённости, типу материала, иногда — по цветам материала. Например, в России ПЭТ сортируют по четырём основным цветовым группам: тёмные цвета (чёрный, коричневый), сине-зелёные, прозрачные, другие. При ручной выборке с транспортёра один рабочий может отобрать не более 140 килограмм ПЭТ-бутылок в час.
Компании могут использовать системы автоматического распознавания и сортировки, однако несмотря на повышенную производительность и эффективность, подобные системы являются дорогостоящими. В подобных системах работают с использованием сенсорных датчиков и сканеров, которые считывают конкретный тип полимера. В странах Европейского союза подобные автоматы используются для сортировки пластика из контейнеров раздельного сбора.

## Основные направления и методы переработки

### Механический
Механическая переработка является наиболее эффективным способом переработки ПЭТ-отходов. Получаемый в результате вторичный ПЭТ либо используется в готовом виде, либо смешивается с первичным материалом и перерабатывается для получения нужных изделий. Механический рециклинг не требует специального дорогостоящего оборудования и относительно легко реализуется.
После сортировки происходит предварительное отделение непластмассовых компонентов, таких как ветошь, остатки бумажной или деревянной тары, металлики и других предметов. Чтобы облегчить процесс сортировки и очищения от ненужных материалов, ПЭТ-бутылки могут быть предварительно промыты с использованием пара и химикатов, что позволяет отделить поливинилхлорид (ПВХ) от ПЭТ — пройдя через барабан с горячей водой или воздухом, бутылки, содержащие ПВХ, изменят цвет и станут слегка коричневыми, что значительно облегчает идентификацию материала. Затем пластик измельчается до размеров, достаточных для того, чтобы можно было осуществить дальнейшую переработку. Чистота чешуек имеет решающее значение для сохранения ценности восстановленного пластика.
Далее пластик подвергается полной отмывке от органического и неорганического загрязнения с использованием моющих средств и воды, температура которой может достигать 80 градусов. Промывка водой гарантирует очистку от остаточных загрязнений и чистящих средств. Затем высушенную пластмассу обрабатывают в термических установках для получения расплава однородной консистенции — рециклата. Впоследствии уже расплавленный материал отправляют в экструдер для формирования промежуточных гранул либо напрямую вторичной продукции. Для осуществления процесса используются дробилки, грануляционные установки, устройства для агломерации вторичных масс, системы замачивания и очистки, автоматизации, подъёмно-транспортное оборудование. На заключительной стадии материал перерабатывается в готовое изделие.
Недостатками механического рециклинга считаются высокая энергоёмкость процесса, сложность регулирования размеров измельчения, ограниченное повторное применение материалов. Более того, необходимость сортировать, разделять и очищать пластиковые изделия значительно замедляет процесс переработки. Тщательную очистку тяжело выполнять технически, особенно если отработанные пластмассы долго накапливались на свалках. Другой проблемой является вероятное присутствие ПВХ в составе бутылок, поскольку даже при тщательной сортировке всегда остаётся вероятность попадания дополнительных примесей во вторичный материал.
Более того, пластик нельзя перерабатывать бесконечно. Волокна полимеров с каждым разом стареют, качество полученного продукта постепенно ухудшается. В результате пластик, несколько раз переработанный по такому циклу, всё равно приходится утилизировать.

### Сжигание
ПЭТ-материалы, не пригодные для переработки (из-за загрязнённости или большого числа циклов использования), могут быть утилизированы на мусоросжигательных заводах, в том числе на предприятиях, рассчитанных на энергетическую утилизацию отходов. ПЭТ считается одними из самых безопасных видов пластикового топлива, так как при их сгорании не выделяются диоксины.

### Деполимеризация
Термическая
При термическом разложении полимерный материал распадается на низкомолекулярные соединения, такие как диметилтерефталат и этиленгликоль, в результате чего образуется энергия. Для этого обычно применяются процессы пиролиза и каталитического термолиза. В результате термической деполимеризации получают как смесь углеводородов, пригодных для создания синтетического топлива, так и новые пластиковые материалы. В процессе деполимеризации монопластик, вроде ПЭТ-бутылок, расщепляется обратно в мономеры, которые могут быть переработаны в новые ПЭТ-материалы.
Химическая
При этом способе ПЭТ материал подвергается деполимеризации при взаимодействии с химическими веществами, такими как метанол, этиленгликоль, кислоты или щёлочи. Этот перспективный метод переработки находится в стадии развития и только начинает применяться в ряде стран. Химические методы чаще всего являются более энергозатратными и более сложными, чем механический рециклинг, однако позволяет перерабатывать отходы ПЭТ более низкого качества.

### Экспериментальные методы
Существуют экспериментальные методы получения необычных материалов из ПЭТ-сырья. 
Радиационный
При использовании радиационного метода химические связи макромолекул разрушаются с помощью нейтронов, гамма-излучения или бета-частиц. В результате фото- и термоокислительной деструкции образуются низкомолекулярные продукты, которые впоследствии могут быть использованы в биоциклических процессах. Радиационый метод переработки ПЭТа является во многом экспериментальным, в России он не применяется.
Преобразование в альтернативные формы углерода
в Институте физики высоких давлений Российской академии наук разработан способ, позволяющий утилизировать ПЭТ, получая из него алмазы или графитоподобный углерод. Он заключается в нагревании пластика под давлением при помощи пресса и специальной камеры, способной создавать давление до 9 ГПа (≈888 атм.) и температуру до 1900 К (1627 °С). Так, при давлении 8 ГПа и температуре 1300 К получаются алмазы размером до 10 микрон, которые могут быть использованы для изготовления термостойкого абразивного или однокристального микроинструмента. Если снизить параметры синтеза, например, до 2 ГПа и температуры 1000 К, то в результате эксперимента получается графит, при 2-3 ГПа и температуры 700 K получается графитоподобный углерод.
Разложение бактерией Ideonella sakaiensis
В 2016 году стало известно, что японские учёные обнаружили бактерии Ideonella sakaiensis 201-Ф6, способные разрушать ПЭТ-материал до терефталевой кислоты и этиленгликоля. Организмы не только разрушают материал, но и используют его для получения энергии. Согласно проведённым экспериментам, бактерии способны переработать тонкую (до 0,2 миллиметра) плёнку за шесть недель при соблюдении температурного режима в 30 °C. Таким образом, остающиеся в почве частицы ПЭТ могут разлагаться бактерией, которая питается содержащимся в материале углеродом. В процессе бактерии вырабатывают два необходимых для его разложения фермента. Эти ферменты можно выделить из бактерии и использовать при переработке пластика. В то же время, реакция разложения идёт очень медленно — для переработки ПЭТ в промышленных масштабах потребуется генная модификация бактерии.

## Безопасность
Широкое распространение пищевого ПЭТ-пластика сделало его постоянным объектом исследований на безопасность. С 2010 по 2012 год Управление по санитарному надзору за качеством пищевых продуктов и медикаментов США проводило свои собственные исследования пластиковых упаковок и не обнаружило выделения вредных веществ, в особенности при однократном использовании упаковки. Единственный риск — бактериальное заражение при многократном использовании тары. Другие исследования не обнаружили ни мутагенных эффектов, ни гормональных. В то же время остаётся риск, что различные низкомолекулярные химические соединения, которые остаются в полимере после синтеза, могут при определенных условиях из него мигрировать в продукт. Так, тестирование обнаружило, что из некоторых пластиковых бутылок при многократном использовании в жидкость выделяется сурьма, которая в ПЭТ остаётся от катализатора триоксида сурьмы (Sb2O3), используемого при синтезе материала. Однако уровень вещества не превышает определяемую для человека норму и не представляет угрозы здоровью. Процесс выделения химических веществ в пластиковых бутылках способен происходить и при длительном нагревании (например, из бутылки, находящейся неделями в машине на солнце).

## Дальнейшее использование
Рынок вторичного производства ПЭТ во многом зависит от оптимизации сбора, подготовки отходов и, соответственно, качества получаемого сырья. Вторичный ПЭТ хорошего качества может использоваться практически в любом производстве, включая пищевое.
Одним из самых популярных направлений применения переработанных пластиковых отходов является изготовление полиэстера вторичного использования. В европейских странах около 70 % вторичного ПЭТ перерабатывается в волокна полиэстера, который используют для утепления одежды, набивки спальных мешков и мягких игрушек. Преимуществом полиэстера перед другими материалами является то, что материал быстро сохнет и при стирке не меняет размер и форму. Из вторсырья можно получить нейлон, органзу и тафту. В то же время, некоторые производители полностью создают одежду из вторичного ПЭТ материала. Так, для одной футболки понадобится около 7 бутылок, для свитера — 40, а наполнитель для лыжной куртки потребует около 14 бутылок. Вторичный ПЭТ материал используется для изготовления ёмкостей для моющих средств и бытовой химии. Материал низкого качества может быть полезен в изготовлении сырья при производстве клеёв и эмалей. Множество компаний всё больше инвестируют в переработку ПЭТ-тар для изготовления новых бутылок. Так, компания "Кока-Кола" намерена использовать 50 % переработанного ПЭТФ к 2030 году. Другие области использования включают производство щетины для щёток уборочных машин, упаковочных лент, плёнок, черепицы, плитки на тротуарах.